# Пальшин, Денис Юрьевич
Денис Юрьевич Пальшин (28 сентября 2001, Горнозаводск) — российский боксёр. Двукратный призёр чемпионатов России 2023 и 2024 годов. Мастер спорта России (2021).

## Биография
Денис Пальшин родился 28 сентября 2001 года в Горнозаводске, Сахалинская область. Тренируется у Виктора Ивановича Денисова.
На чемпионате России 2023 года в Хабаровске в весе до 54 кг стал бронзовым призёром.
На чемпионате России 2024 года в Иркутске вышел в финал в весовой категории до 54 кг, где уступил Максиму Кузнецову.
На Кубке России 2025 года в Самаре стал бронзовым призёром.

## Спортивные достижения
| Год  | Соревнование     | Место |
| ---- | ---------------- | ----- |
| 2023 | Чемпионат России | 3     |
| 2024 | Чемпионат России | 2     |
| 2025 | Кубок России     | 3     |